# Jimmy Iovine
James "Jimmy" Iovine (pronunție în engleză [aɪ.əviːn]; pronunție în italiană [ˈjovine]; n. 11 martie 1953, New York City) este un producător muzical și de film și antreprenor american. Este cofondatorul  Interscope Records și președintele casei de discuri Interscope Geffen A&M. În 2002, Iovine a co-produs filmul 8 Mile, laureat al premiului Oscar, în care a jucat Eminem. Filmul a avut încasări de peste 240.000.000$ la nivel mondial.

## Discografie selectă
| Artist                       | Album                                    |
| ---------------------------- | ---------------------------------------- |
| Bruce Springsteen            | Born to Run                              |
| Bruce Springsteen            | The River                                |
| Bruce Springsteen            | Darkness On the Edge of Town             |
| Dire Straits                 | Making Movies                            |
| Gwen Stefani                 | Love.Angel.Music.Baby                    |
| Graham Parker and the Rumour | The Up Escalator                         |
| John Lennon                  | Menlove Ave                              |
| Kansas                       | The Classic Albums Collection: 1974–1983 |
| Lady Gaga                    | Born This Way, The Collection            |
| Meat Loaf                    | Bat Out Of Hell                          |
| Patti Smith                  | Easter                                   |
| Pretenders                   | Get Close                                |
| Stevie Nicks                 | Bella Donna                              |
| Tom Petty                    | Damn The Torpedoes                       |
| U2                           | Under A Blood Red Sky                    |
| U2                           | Rattle and Hum                           |

## Discografie
| \| An \| Album \| Artist \| \| \| ---- \| -------------------------------------------------------------------------------- \| -------------------------------------- \| ------------------------------------- \| \| 2012 \| 5 Classic Albums \| Tom Petty \| Producător \| \| 2012 \| Horses/Easter \| Patti Smith \| Mixaj, Producer \| \| 2012 \| Ladies and Gentlemen... \| B. B. King \| Producător \| \| 2012 \| Strange Euphoria \| Heart \| Engineer, Producer \| \| 2012 \| Jasmine Night Dreams \| Edgar Winter Group with Rick Derringer \| Mixaj Assistant \| \| 2011 \| A Very Special Christmas, Volume 1–2 \| Various Artists \| Executive Producer, Producer \| \| 2011 \| Born This Way: The Collection \| Lady Gaga \| Executive Producer \| \| 2011 \| In Touch/Midnight Rider \| Tommy James \| Remix Engineer \| \| 2011 \| Outside Society: Looking Back 1975–2007 \| Patti Smith \| Producător \| \| 2011 \| The Essential Meat Loaf \| Meat Loaf \| Engineer, Remixer \| \| 2011 \| The Classic Albums Collection: 1974–1983 \| Kansas \| Assistant Engineer \| \| 2011 \| Ultimate Hits: Rock and Roll Never Forgets \| Bob Seger & The Silver Bullet Band \| Mixaj, Producer \| \| 2010 \| 101 Punk & New Wave Anthems \| Various Artists \| Producător \| \| 2010 \| 360° at the Rose Bowl \| U2 \| Producător \| \| 2010 \| Greatest Hits \| Joan Jett & The Blackhearts \| Producător \| \| 2010 \| Double Play \| Kirk Franklin \| Executive Producer \| \| 2010 \| Nothing \| N.E.R.D. \| Composer, Executive Producer \| \| 2010 \| The Promise \| Bruce Springsteen \| Engineer, Mixaj \| \| 2010 \| The Collection: 1973–1984 \| Bruce Springsteen \| Engineer, Mixaj \| \| 2010 \| Ultimate '80s Movie Hits \| Various Artists \| Producător \| \| 2009 \| Essential '80s: Classic Eighties \| Various Artists \| Producător \| \| 2009 \| Greatest Hits \| Bruce Springsteen \| Engineer, Mixaj \| \| 2009 \| Rare Cuts \| The D.I.s \| Executive Producer \| \| 2009 \| Sex Therapy \| Robin Thicke \| Executive Producer \| \| 2009 \| The Best of 1980–2000 \| U2 \| Producător \| \| 2009 \| The Best of Alison Moyet \| Alison Moyet \| Producător \| \| 2009 \| Ultimate Blues: Decca \| Various Artists \| Executive Producer, Producer \| \| 2008 \| A Very Special Christmas: Playlist Plus \| Various Artists \| Executive Producer, Producer \| \| 2008 \| Bat Out of Hell/ Hits Out of Hell \| Meat Loaf \| Engineer, ReMixaj, Producer \| \| 2008 \| Doll Domination 2.0 \| The Pussycat Dolls \| Executive Producer \| \| 2008 \| The Great Big Scottish Songbook \| Various Artists \| Producător \| \| 2008 \| Four Christmases \| Various Artists \| Producător \| \| 2008 \| Incredible \| Clique Girlz \| Executive Producer \| \| 2008 \| Lo Esencial de Rock 101 \| Various Artists \| Producător \| \| 2008 \| Seventies Power Ballads \| Various Artists \| Producător \| \| 2008 \| The Block \| New Kids on the Block \| Executive Producer \| \| 2008 \| Themes, Volumes 1–5 \| Simple Minds \| Producător \| \| 2008 \| World's Best Dad Gift Set \| Various Artists \| Producător \| \| 2007 \| 101 '80s Hits \| Various Artists \| Producător \| \| 2007 \| A Very Special Christmas: 20th Anniversary Collection \| Various Artists \| Executive Producer \| \| 2007 \| Across the Universe (Original Soundtrack) \| Various Artists \| Executive Producer \| \| 2007 \| CBGB Forever \| Various Artists \| Producător \| \| 2007 \| Crystal Visions: The Best of Stevie Nicks \| Stevie Nicks \| Producător \| \| 2007 \| Four Decades of Folk Rock \| Various Artists \| Producător \| \| 2007 \| Insomniac \| Enrique Iglesias \| Producător \| \| 2007 \| Now That's What I Call the 80's \| Various Artists \| Producător \| \| 2007 \| T Shirt/Final Exam \| Loudon Wainwright III \| Ensemble, Mixaj \| \| 2007 \| World's Best Dad (2007) \| Various Artists \| Producător \| \| 2006 \| Anthology, Volumes 1–2 \| Gene Loves Jezebel \| Producător \| \| 2006 \| Arista Columbia Records 1980–1991 \| Willie Nile \| Producător \| \| 2006 \| I Don't Need A Man \| The Pussycat Dolls \| Executive Producer \| \| 2006 \| Pirate Radio \| Pretenders \| Producător \| \| 2006 \| The Sweet Escape \| Gwen Stefani \| A&R \| \| 2006 \| 18 Singles \| U2 \| Audio Production, Producer \| \| 2005 \| All Woman: Platinum Collection \| Various Artists \| Producător \| \| 2005 \| Boxed \| Eurythmics \| Producer \| \| 2005 \| Cast of Characters: The Rupert Holmes Songbook \| Rupert Holmes \| Assistant Engineer \| \| 2005 \| Don't Cha \| The Pussy Cat Dolls \| Executive Producer \| \| 2005 \| Great Songs of Indifference: The Anthology 1986–2001 \| Bob Geldof \| Producător \| \| 2005 \| Instigator \| Kaci Brown \| A&R \| \| 2005 \| PCD \| The Pussycat Dolls \| Executive Producer \| \| 2005 \| Private Investigations: The Best of Dire Straits & Mark Knopfler \| Dire Straits \| Producător \| \| 2005 \| Stickwitu (Urban Mix) \| The Pussycat Dolls \| Executive Producer \| \| 2005 \| The Very Best of Rosanne Cash \| Rosanne Cash \| Producător \| \| 2005 \| Very Best of Natural Woman \| Various Artists \| Producător \| \| 2005 \| The Ultimate Collection \| B. B. King \| Producător \| \| 2004 \| 20th Century Masters: The Best of the '80s \| Various Artists \| Producător \| \| 2004 \| Anthology: Sound + Vision \| B. B. King \| Producător \| \| 2004 \| Carved in Stone: Live at Red Rocks, Volume II \| Various Artists \| Producător \| \| 2004 \| I Don't Want to Go Home/ This Time It's for Real \| Southside Johnny \| Engineer, Mastering, Mixaj \| \| 2004 \| Left of the Dial: Dispatches from the '80s Underground \| Various Artists \| Producător \| \| 2004 \| Love.Angel.Music.Baby. \| Gwen Stefani \| A&R \| \| 2004 \| Shall We Dance? \| Various Artists \| Executive Producer \| \| 2004 \| Shark Tale(Original Soundtrack) \| Various Artists \| Executive Producer \| \| 2003 \| 20th Century Masters - The Millennium Collection: The Best Of \| Lone Justice \| Producător \| \| 2003 \| 7 \| Enrique Iglesias \| Executive Producer \| \| 2003 \| 30 Best Irish Hits, Volume 2 \| Various Artists \| Producător \| \| 2003 \| Damn the Torpedoes/ Southern Accents/ Hard Promises \| Tom Petty \| Producător \| \| 2003 \| Greatest Hits, Volume 2 \| Bob Seger & The Silver Bullet Band \| Nixing, Producer \| \| 2003 \| Jett Rock: Greatest Hits of Joan Jett & the Blackhearts \| Joan Jett & the Blackhearts \| Producător \| \| 2003 \| Long Time Coming \| Jonny Lang \| A&R \| \| 2003 \| Rodney Rooney \| Rodney Rooney \| Engineer, Producer \| \| 2003 \| School of Rock Original Soundtrack \| Various Artists \| Producător \| \| 2003 \| Songbirds (WEA International) \| Various Artists \| Producător \| \| 2003 \| The Complete Atlantic Sessions \| Mark Farner \| Mixaj, Producer \| \| 2003 \| The Essential Alison Moyet \| Alison Moyet \| Producător \| \| 2003 \| The Essential Bruce Springsteen \| Bruce Springsteen \| Engineer, Mixaj \| \| 2003 \| Who Will I Run To/ Kiss Me Like That \| Kiley Dean \| Executive Producer \| \| 2002 \| Grammy Nominees 2002 \| Various Artists \| Executive Producer \| \| 2002 \| Greatest Hits (Universal Japan) \| B. B. King \| Producător \| \| 2002 \| Greetings from Asbury Park/ The Wild, The Innocent/ Darkness on the Edge of Town \| Bruce Springsteen \| Engineer, Mixaj \| \| 2002 \| Land (1975–2002) \| Patti Smith \| Producător \| \| 2002 \| Live and Unreleased from Farmclub.com \| Various Artists \| Executive Producer \| \| 2002 \| Meat Loaf and Friends (2002 Version) \| Meat Loaf \| Producător \| \| 2002 \| The Best of Simple Minds \| Simple Minds \| Producător \| \| 2002 \| The Story So Far: The Very Best of Rod Stewart \| Rod Stewart \| Producător \| \| 2002 \| America: A Tribute to Heroes \| Various Artists \| Producător \| \| 2001 \| Bridget Jones's Diary (Original Soundtrack) \| Various Artists \| Producător \| \| 2001 \| Bridget Jones's Diary, Volume 2 (Original Soundtrack) \| Various Artists \| Producător \| \| 2001 \| Collection \| Tracy Chapman \| Producător \| \| 2001 \| The Very Best of Rod Stewart (Warner Bros.) \| Rod Stewart \| Producător \| \| 2001 \| Ultimate Collection \| Graham Parker \| Producător \| \| 2001 \| Anthology \| B.B. King \| Producător \| \| 2001 \| Anthology: Through the Years \| Tom Petty \| Producător \| \| 2001 \| Greatest Hits Pretenders \| Pretenders \| Producător \| \| 2000 \| Lucky Numbers \| Soundtrack: Various Artists \| Producător \| \| 2000 \| Ultimate Collection \| Maria McKee \| Producător \| \| 1999 \| 18 Tracks \| Bruce Springsteen \| Engineer \| \| 1999 \| 200 Cigarettes Original Soundtrack \| Various Artists \| Producător \| \| 1999 \| Damn the Torpedoes/ Southern Accents/ Into the Great Wide Open \| Tom Petty \| Producător \| \| 1999 \| Dead Ringer/ Midnight at the Lost and Found/ Bat Out of Hell \| Meat Loaf \| Producător \| \| 1999 \| Girls Night Out (Telstar TV) \| Girls Night Out \| Producător \| \| 1999 \| His Definitive Greatest Hits \| B. B. King \| Producător \| \| 1999 \| Master Hits: Graham Parker \| Graham Parker \| Producător \| \| 1999 \| This World Is Not My Home \| Lone Justice \| Producător \| \| 1999 \| Voodoo Dollies: The Best of Gene Loves Jezebel \| Gene Loves Jezebel \| Producător \| \| 1998 \| Armageddon: The Album \| Various Artists \| Producător \| \| 1998 \| Atlantic Records 50 Years: The Gold Anniversary \| Various Artists \| Producător \| \| 1998 \| Enchanted: The Words of Stevie Nicks \| Stevie Nicks \| Producător \| \| 1998 \| First Generation: Virgin 25 Years \| Various Artists \| Producător \| \| 1998 \| My Hometown \| Bruce Springsteen \| Engineer, Producer \| \| 1998 \| Sultans of Swing: The Very Best of Dire Straits \| Dire Straits \| Producător \| \| 1998 \| The Nu Nation Project \| Kirk Franklin \| Executive Producer \| \| 1998 \| The Very Best of Meat Loaf \| Meat Loaf \| Engineer, ReMixaj \| \| 1998 \| Tracks \| Bruce Springsteen \| Engineer, Mixaj \| \| 1997 \| '80s Hits Back, Volume 3 \| Various Artists \| Producător \| \| 1997 \| Diana, Princess of Wales: Tribute \| Various Artists \| Producător \| \| 1997 \| Fit to Be Tied: Greatest Hits by Joan Jett & the Blackhearts \| Joan Jett & the Blackhearts \| Producător \| \| 1997 \| Home Alone Christmas \| Various Artists \| Producător \| \| 1997 \| One Step Up/ Two Steps Back: The Songs of Bruce Springsteen \| Bruce Springsteen \| Engineer \| \| 1997 \| Sounds of the Season \| Various Artists \| Engineer, Producer \| \| 1997 \| The Very Best of Mother's Finest: Not Yer Mother's Funk \| Mother's Finest \| Producător \| \| 1996 \| Greatest Rock Hits of the '80s \| Various Artists \| Producător \| \| 1996 \| It Takes Two (Columbia) \| Various Artists \| Producător \| \| 1996 \| Mellow Classics \| Various Artists \| Producător \| \| 1996 \| No Holding Back \| Graham Parker \| Producător \| \| 1996 \| The Patti Smith Masters: The Collective Works \| Patti Smith \| Mixaj, Producer \| \| 1996 \| This Is the '80s \| Various Artists \| Producător \| \| 1996 \| XXI \| Dwight Twilley \| Mixaj \| \| 1995 \| Airport: The Motors' Greatest Hits \| The Motors \| Producător \| \| 1995 \| Best Rock Ballads in the World...Ever \| Various Artists \| Producător \| \| 1995 \| Christmas of Hope \| Various Artists \| Engineer, Producer \| \| 1995 \| Geffen Vintage '80s, Volume 1 \| Various Artists \| Producător \| \| 1995 \| Greatest Hits \| Bruce Springsteen \| Audio Production, Engineer, Mixaj \| \| 1995 \| Exhale (Shoop Shoop) \| Whitney Houston \| Producător \| \| 1995 \| Playback \| Tom Petty \| Producător \| \| 1995 \| The Best Rock Album in the World...Ever! \| Various Artists \| Producător \| \| 1995 \| Singles (US/UK) \| Alison Moyet \| Producător \| \| 1994 \| Angel of Harlem \| U2 \| Producător \| \| 1994 \| Flashback \| Joan Jett & The Blackhearts \| Producător \| \| 1994 \| Greatest Hits \| Bob Seger & the Silver Bullet Band \| Producător \| \| 1994 \| Keep the Fire Burnin' \| Dan Hartman \| Producător \| \| 1994 \| Reality Bites (Original Soundtrack) \| Various Artists \| Producător \| \| 1994 \| Sedated in the Eighties \| Various Artists \| Producător \| \| 1994 \| The Air Up There (Music From and Inspired By The Motion Picture) \| Various Artists \| Executive Producer \| \| 1994 \| The Lead and How to Swing It \| Tom Jones \| Executive Producer \| \| 1993 \| Dead Ringer/Bat Out of Hell \| Meat Loaf \| Audio Production \| \| 1993 \| Greatest Hits: Tom Petty \| Tom Petty \| Producător \| \| 1993 \| Passion Is No Ordinary Word: The Graham Parker Anthology 1976–1991 \| Graham Parker \| Producător \| \| 1993 \| Now: 1986 (1993) \| Various Artists \| Producător \| \| 1993 \| Robin Zander \| Robin Zander \| Producător \| \| 1992 \| Classic Rock Box: WNEW-FM 25th Anniversary Box \| Various Artists \| Producător \| \| 1992 \| A Very Special Christmas, Volume 2 \| Various Artists \| Executive Producer, Producer \| \| 1992 \| Glittering Prize 1981–1992 \| Simple Minds \| Producător \| \| 1992 \| I Will Always Love You \| Whitney Houston \| Producător \| \| 1992 \| King of the Blues(Box) \| B. B. King \| Producător \| \| 1992 \| Matters of the Heart \| Tracy Chapman \| Producător \| \| 1992 \| Rock the First, Volume 5 \| Various Artists \| Producător \| \| 1991 \| Classic Rock: 1966–1988 \| Various Artists \| Producător \| \| 1991 \| Greatest Hits \| Eurythmics \| Producător \| \| 1991 \| Timespace: The Best of Stevie Nicks \| Stevie Nicks \| Producător \| \| 1990 \| Dream A Little Dream \| Various Artists \| Producător \| \| 1989 \| A Very Special Christmas \| Various Artists \| Executive Producer, Producer \| \| 1989 \| Angel \| Eurythmics \| Producător \| \| 1989 \| Don't Ask Me Why \| Eurythmics \| Producător \| \| 1989 \| Roadhouse (Original Soundtrack) \| Various Artists \| Executive Producer, Producer \| \| 1989 \| Soundtrack Smashes: The '80s \| Various Artists \| Producător \| \| 1989 \| Storyteller: The Complete Anthology 1964–1990 \| Rod Stewart \| Producător \| \| 1989 \| Suspicion \| Gene Loves Jezebel \| Producător \| \| 1989 \| The Continuing Story of Radar Love \| Golden Earring \| Producător \| \| 1989 \| The King and Queen of America \| The Eurythmics \| Producător \| \| 1989 \| These Here Are Crazy Times \| Boom Crash Opera \| Producător \| \| 1989 \| We Too Are One \| Eurythmics \| Audio Production, Producer \| \| 1988 \| Desire \| U2 \| Producător \| \| 1988 \| Dream of Life \| Patti Smith \| Producător \| \| 1988 \| Easy Pieces \| Easy Pieces \| Example \| \| 1988 \| Folkways: A Vision Shared - A Tribute To Woody Guthrie and Leadbelly \| Various Artists \| Producător \| \| 1988 \| Money for Nothing \| Dire Straits \| Producător \| \| 1988 \| Rattle and Hum \| U2 \| Producător \| \| 1988 \| Scrogged (Original Soundtrack) \| Various Artists \| Music Supervisor \| \| 1988 \| See the Light \| The Jeff Healey Band \| Producător \| \| 1987 \| Bedrock Vice \| Thrashing Doves \| Producător \| \| 1987 \| The Breakfast Club \| Breakfast Club \| Producător \| \| 1987 \| Light Of Day (Original Soundtrack) \| Various Artists \| Producător \| \| 1987 \| Maria Vidal \| Maria Vidal \| Executive Producer, Producer \| \| 1987 \| Raindancing \| Alison Moyet \| Producător \| \| 1987 \| The Motion of Love \| Gene Loves Jezebel \| Producător \| \| 1987 \| The Singles \| Pretenders \| Producător \| \| 1987 \| Tunnel of Love \| Bruce Springsteen \| Engineer, Producer \| \| 1986 \| Get Close \| Pretenders \| Producător \| \| 1986 \| Live 1975–1985 \| Bruce Springsteen \| Engineer \| \| 1986 \| Menlove Ave. \| John Lennon \| Assistant Engineer \| \| 1986 \| Rock For Amnesty \| Various Artists \| Producător \| \| 1986 \| Shelter \| Lone Justice \| Producător \| \| 1986 \| The Lover Speaks \| The Lover Speaks \| Producător \| \| 1985 \| Confrontation \| Face to Face \| Producător \| \| 1985 \| Lone Justice \| Lone Justice \| Producător \| \| 1985 \| Make It Better (Forget About Me) \| Tom Petty \| Producător \| \| 1985 \| Once Upon a Time \| Simple Minds \| Producător \| \| 1985 \| Rock a Little \| Stevie Nicks \| Producător \| \| 1985 \| Rocky IV (Original Soundtrack) \| Various Artists \| Producător \| \| 1985 \| Southern Accents \| Tom Petty \| Producător \| \| 1985 \| Weird Science (Original Soundtrack) \| Various Artists \| Producător \| \| 1984 \| Against All Odds (Original Soundtrack) \| Various Artists \| Producător \| \| 1984 \| Cat Dancer \| Sandy Stewart \| Executive Producer, Producer \| \| 1984 \| Face to Face \| Face to Face \| Producător \| \| 1984 \| Glorious Results of a Misspent Youth \| Joan Jett & The Blackhearts \| Producător \| \| 1984 \| I Can Dream About You \| Dan Hartman \| Producător \| \| 1984 \| Sixteen Candles (Original Soundtrack) \| Various Artists \| Producător \| \| 1984 \| Streets of Fire (Original Soundtrack) \| Various Artists \| Producător \| \| 1983 \| Body Wishes \| Rod Stewart \| Producător \| \| 1983 \| Change of Heart \| Tom Petty \| Producător \| \| 1983 \| Stand Back \| Stevie Nicks \| Producător \| \| 1983 \| Reelin' in the Years, Volume 1 \| Various Artists \| Mixaj, Producer \| \| 1983 \| The Crossing \| Big Country \| Mixaj \| \| 1983 \| The Wild Heart \| Stevie Nicks \| Producător \| \| 1983 \| Under A Blood Red Sky \| U2 \| Producător \| \| 1982 \| Long After Dark \| Tom Petty \| Producător \| \| 1982 \| Officer and a Gentleman(Original Soundtrack) \| Various Artists \| Producător \| \| 1982 \| The Distance \| Bob Seger & the Silver Bullet Band \| Producător \| \| 1981 \| A Woman in Love (It's Not Me) \| Tom Petty \| Producător \| \| 1981 \| Bad For Good \| Jim Steinman \| Producător \| \| 1981 \| Bella Donna \| Stevie Nicks \| Producător \| \| 1981 \| Dead Ringer \| Meat Loaf \| Producător \| \| 1981 \| Golden Down \| Willie Nile \| Producător \| \| 1981 \| Hard Promises \| Tom Petty \| Producător \| \| 1980 \| Making Movies \| Dire Straits \| Producător \| \| 1980 \| Rockin' at Ground Zero \| The Gears \| Executive Producer \| \| 1980 \| Tenement Steps \| The Motors \| Producător \| \| 1980 \| The River \| Bruce Springsteen \| Engineer \| \| 1980 \| The Up Escalator \| Graham Parker \| Audio Production, Producer \| \| 1980 \| This Day and Age \| D.L. Byron \| Producător \| \| 1979 \| Damn The Torpedoes \| Tom Petty \| Producător \| \| 1979 \| Don't Do Me Like That \| Tom Petty \| Producător \| \| 1979 \| Live \| Mother's Finest \| Producător \| \| 1979 \| No Frills \| Mark Farner \| Audio Production, Producer \| \| 1979 \| Perfect Stranger \| Robert Fleischman \| Producător \| \| 1979 \| Refugee \| Tom Petty \| Producător \| \| 1978 \| Darkness on the Edge of Town \| Bruce Springsteen \| Engineer, Mixaj \| \| 1978 \| Easter \| Patti Smith Group \| Producător, Mixaj \| \| 1978 \| Grab It For A Second \| Golden Earring \| Producător \| \| 1978 \| Paley Brothers \| Paley Brothers \| Producător \| \| 1978 \| The Flame \| The Flame \| Producător \| \| 1977 \| Bat Out of Hell \| Meat Loaf \| Engineer, Producer, Recorder, ReMixaj \| \| 1976 \| I Don't Want to Go Home \| Southside Johnny & the Asbury Jukes \| Engineer \| \| 1975 \| Bobby Short Celebrates Rodgers & Hart \| Bobby Short \| Engineer \| \| 1975 \| Born to Run \| Bruce Springsteen \| Audio Engineer, Engineer, Mixaj \| \| 1975 \| Jasmine Nightdreams \| Edgar Winter Group \| Mixaj Assistant \| \| 1975 \| Jasmine Nightdreams \| Edgar Winter Group with Rick Derringer \| Mixaj Assistant \| \| 1974 \| Hard Labor \| Three Dog Night \| Mixaj Assistant \| \| 1974 \| Pussy Cats \| Harry Nilsson \| Assistant Engineer \| \| 1974 \| Shock Treatment \| The Edgar Winter Group \| Assistant Engineer \| \| 1974 \| Saints & Sinners \| Johnny Winter \| Engineer \| \| 1974 \| Walls and Bridges \| John Lennon \| Overdub Engineer \| \| 1973 \| Western Head Music Co. \| Augie Meyers \| Bass \| |                                                                                  |                                        |                                       |
| An | Album                                                                            | Artist                                 |                                       |
| 2012 | 5 Classic Albums                                                                 | Tom Petty                              | Producător                            |
| 2012 | Horses/Easter                                                                    | Patti Smith                            | Mixaj, Producer                       |
| 2012 | Ladies and Gentlemen...                                                          | B. B. King                             | Producător                            |
| 2012 | Strange Euphoria                                                                 | Heart                                  | Engineer, Producer                    |
| 2012 | Jasmine Night Dreams                                                             | Edgar Winter Group with Rick Derringer | Mixaj Assistant                       |
| 2011 | A Very Special Christmas, Volume 1–2                                             | Various Artists                        | Executive Producer, Producer          |
| 2011 | Born This Way: The Collection                                                    | Lady Gaga                              | Executive Producer                    |
| 2011 | In Touch/Midnight Rider                                                          | Tommy James                            | Remix Engineer                        |
| 2011 | Outside Society: Looking Back 1975–2007                                          | Patti Smith                            | Producător                            |
| 2011 | The Essential Meat Loaf                                                          | Meat Loaf                              | Engineer, Remixer                     |
| 2011 | The Classic Albums Collection: 1974–1983                                         | Kansas                                 | Assistant Engineer                    |
| 2011 | Ultimate Hits: Rock and Roll Never Forgets                                       | Bob Seger & The Silver Bullet Band     | Mixaj, Producer                       |
| 2010 | 101 Punk & New Wave Anthems                                                      | Various Artists                        | Producător                            |
| 2010 | 360° at the Rose Bowl                                                            | U2                                     | Producător                            |
| 2010 | Greatest Hits                                                                    | Joan Jett & The Blackhearts            | Producător                            |
| 2010 | Double Play                                                                      | Kirk Franklin                          | Executive Producer                    |
| 2010 | Nothing                                                                          | N.E.R.D.                               | Composer, Executive Producer          |
| 2010 | The Promise                                                                      | Bruce Springsteen                      | Engineer, Mixaj                       |
| 2010 | The Collection: 1973–1984                                                        | Bruce Springsteen                      | Engineer, Mixaj                       |
| 2010 | Ultimate '80s Movie Hits                                                         | Various Artists                        | Producător                            |
| 2009 | Essential '80s: Classic Eighties                                                 | Various Artists                        | Producător                            |
| 2009 | Greatest Hits                                                                    | Bruce Springsteen                      | Engineer, Mixaj                       |
| 2009 | Rare Cuts                                                                        | The D.I.s                              | Executive Producer                    |
| 2009 | Sex Therapy                                                                      | Robin Thicke                           | Executive Producer                    |
| 2009 | The Best of 1980–2000                                                            | U2                                     | Producător                            |
| 2009 | The Best of Alison Moyet                                                         | Alison Moyet                           | Producător                            |
| 2009 | Ultimate Blues: Decca                                                            | Various Artists                        | Executive Producer, Producer          |
| 2008 | A Very Special Christmas: Playlist Plus                                          | Various Artists                        | Executive Producer, Producer          |
| 2008 | Bat Out of Hell/ Hits Out of Hell                                                | Meat Loaf                              | Engineer, ReMixaj, Producer           |
| 2008 | Doll Domination 2.0                                                              | The Pussycat Dolls                     | Executive Producer                    |
| 2008 | The Great Big Scottish Songbook                                                  | Various Artists                        | Producător                            |
| 2008 | Four Christmases                                                                 | Various Artists                        | Producător                            |
| 2008 | Incredible                                                                       | Clique Girlz                           | Executive Producer                    |
| 2008 | Lo Esencial de Rock 101                                                          | Various Artists                        | Producător                            |
| 2008 | Seventies Power Ballads                                                          | Various Artists                        | Producător                            |
| 2008 | The Block                                                                        | New Kids on the Block                  | Executive Producer                    |
| 2008 | Themes, Volumes 1–5                                                              | Simple Minds                           | Producător                            |
| 2008 | World's Best Dad Gift Set                                                        | Various Artists                        | Producător                            |
| 2007 | 101 '80s Hits                                                                    | Various Artists                        | Producător                            |
| 2007 | A Very Special Christmas: 20th Anniversary Collection                            | Various Artists                        | Executive Producer                    |
| 2007 | Across the Universe (Original Soundtrack)                                        | Various Artists                        | Executive Producer                    |
| 2007 | CBGB Forever                                                                     | Various Artists                        | Producător                            |
| 2007 | Crystal Visions: The Best of Stevie Nicks                                        | Stevie Nicks                           | Producător                            |
| 2007 | Four Decades of Folk Rock                                                        | Various Artists                        | Producător                            |
| 2007 | Insomniac                                                                        | Enrique Iglesias                       | Producător                            |
| 2007 | Now That's What I Call the 80's                                                  | Various Artists                        | Producător                            |
| 2007 | T Shirt/Final Exam                                                               | Loudon Wainwright III                  | Ensemble, Mixaj                       |
| 2007 | World's Best Dad (2007)                                                          | Various Artists                        | Producător                            |
| 2006 | Anthology, Volumes 1–2                                                           | Gene Loves Jezebel                     | Producător                            |
| 2006 | Arista Columbia Records 1980–1991                                                | Willie Nile                            | Producător                            |
| 2006 | I Don't Need A Man                                                               | The Pussycat Dolls                     | Executive Producer                    |
| 2006 | Pirate Radio                                                                     | Pretenders                             | Producător                            |
| 2006 | The Sweet Escape                                                                 | Gwen Stefani                           | A&R                                   |
| 2006 | 18 Singles                                                                       | U2                                     | Audio Production, Producer            |
| 2005 | All Woman: Platinum Collection                                                   | Various Artists                        | Producător                            |
| 2005 | Boxed                                                                            | Eurythmics                             | Producer                              |
| 2005 | Cast of Characters: The Rupert Holmes Songbook                                   | Rupert Holmes                          | Assistant Engineer                    |
| 2005 | Don't Cha                                                                        | The Pussy Cat Dolls                    | Executive Producer                    |
| 2005 | Great Songs of Indifference: The Anthology 1986–2001                             | Bob Geldof                             | Producător                            |
| 2005 | Instigator                                                                       | Kaci Brown                             | A&R                                   |
| 2005 | PCD                                                                              | The Pussycat Dolls                     | Executive Producer                    |
| 2005 | Private Investigations: The Best of Dire Straits & Mark Knopfler                 | Dire Straits                           | Producător                            |
| 2005 | Stickwitu (Urban Mix)                                                            | The Pussycat Dolls                     | Executive Producer                    |
| 2005 | The Very Best of Rosanne Cash                                                    | Rosanne Cash                           | Producător                            |
| 2005 | Very Best of Natural Woman                                                       | Various Artists                        | Producător                            |
| 2005 | The Ultimate Collection                                                          | B. B. King                             | Producător                            |
| 2004 | 20th Century Masters: The Best of the '80s                                       | Various Artists                        | Producător                            |
| 2004 | Anthology: Sound + Vision                                                        | B. B. King                             | Producător                            |
| 2004 | Carved in Stone: Live at Red Rocks, Volume II                                    | Various Artists                        | Producător                            |
| 2004 | I Don't Want to Go Home/ This Time It's for Real                                 | Southside Johnny                       | Engineer, Mastering, Mixaj            |
| 2004 | Left of the Dial: Dispatches from the '80s Underground                           | Various Artists                        | Producător                            |
| 2004 | Love.Angel.Music.Baby.                                                           | Gwen Stefani                           | A&R                                   |
| 2004 | Shall We Dance?                                                                  | Various Artists                        | Executive Producer                    |
| 2004 | Shark Tale(Original Soundtrack)                                                  | Various Artists                        | Executive Producer                    |
| 2003 | 20th Century Masters - The Millennium Collection: The Best Of                    | Lone Justice                           | Producător                            |
| 2003 | 7                                                                                | Enrique Iglesias                       | Executive Producer                    |
| 2003 | 30 Best Irish Hits, Volume 2                                                     | Various Artists                        | Producător                            |
| 2003 | Damn the Torpedoes/ Southern Accents/ Hard Promises                              | Tom Petty                              | Producător                            |
| 2003 | Greatest Hits, Volume 2                                                          | Bob Seger & The Silver Bullet Band     | Nixing, Producer                      |
| 2003 | Jett Rock: Greatest Hits of Joan Jett & the Blackhearts                          | Joan Jett & the Blackhearts            | Producător                            |
| 2003 | Long Time Coming                                                                 | Jonny Lang                             | A&R                                   |
| 2003 | Rodney Rooney                                                                    | Rodney Rooney                          | Engineer, Producer                    |
| 2003 | School of Rock Original Soundtrack                                               | Various Artists                        | Producător                            |
| 2003 | Songbirds (WEA International)                                                    | Various Artists                        | Producător                            |
| 2003 | The Complete Atlantic Sessions                                                   | Mark Farner                            | Mixaj, Producer                       |
| 2003 | The Essential Alison Moyet                                                       | Alison Moyet                           | Producător                            |
| 2003 | The Essential Bruce Springsteen                                                  | Bruce Springsteen                      | Engineer, Mixaj                       |
| 2003 | Who Will I Run To/ Kiss Me Like That                                             | Kiley Dean                             | Executive Producer                    |
| 2002 | Grammy Nominees 2002                                                             | Various Artists                        | Executive Producer                    |
| 2002 | Greatest Hits (Universal Japan)                                                  | B. B. King                             | Producător                            |
| 2002 | Greetings from Asbury Park/ The Wild, The Innocent/ Darkness on the Edge of Town | Bruce Springsteen                      | Engineer, Mixaj                       |
| 2002 | Land (1975–2002)                                                                 | Patti Smith                            | Producător                            |
| 2002 | Live and Unreleased from Farmclub.com                                            | Various Artists                        | Executive Producer                    |
| 2002 | Meat Loaf and Friends (2002 Version)                                             | Meat Loaf                              | Producător                            |
| 2002 | The Best of Simple Minds                                                         | Simple Minds                           | Producător                            |
| 2002 | The Story So Far: The Very Best of Rod Stewart                                   | Rod Stewart                            | Producător                            |
| 2002 | America: A Tribute to Heroes                                                     | Various Artists                        | Producător                            |
| 2001 | Bridget Jones's Diary (Original Soundtrack)                                      | Various Artists                        | Producător                            |
| 2001 | Bridget Jones's Diary, Volume 2 (Original Soundtrack)                            | Various Artists                        | Producător                            |
| 2001 | Collection                                                                       | Tracy Chapman                          | Producător                            |
| 2001 | The Very Best of Rod Stewart (Warner Bros.)                                      | Rod Stewart                            | Producător                            |
| 2001 | Ultimate Collection                                                              | Graham Parker                          | Producător                            |
| 2001 | Anthology                                                                        | B.B. King                              | Producător                            |
| 2001 | Anthology: Through the Years                                                     | Tom Petty                              | Producător                            |
| 2001 | Greatest Hits Pretenders                                                         | Pretenders                             | Producător                            |
| 2000 | Lucky Numbers                                                                    | Soundtrack: Various Artists            | Producător                            |
| 2000 | Ultimate Collection                                                              | Maria McKee                            | Producător                            |
| 1999 | 18 Tracks                                                                        | Bruce Springsteen                      | Engineer                              |
| 1999 | 200 Cigarettes Original Soundtrack                                               | Various Artists                        | Producător                            |
| 1999 | Damn the Torpedoes/ Southern Accents/ Into the Great Wide Open                   | Tom Petty                              | Producător                            |
| 1999 | Dead Ringer/ Midnight at the Lost and Found/ Bat Out of Hell                     | Meat Loaf                              | Producător                            |
| 1999 | Girls Night Out (Telstar TV)                                                     | Girls Night Out                        | Producător                            |
| 1999 | His Definitive Greatest Hits                                                     | B. B. King                             | Producător                            |
| 1999 | Master Hits: Graham Parker                                                       | Graham Parker                          | Producător                            |
| 1999 | This World Is Not My Home                                                        | Lone Justice                           | Producător                            |
| 1999 | Voodoo Dollies: The Best of Gene Loves Jezebel                                   | Gene Loves Jezebel                     | Producător                            |
| 1998 | Armageddon: The Album                                                            | Various Artists                        | Producător                            |
| 1998 | Atlantic Records 50 Years: The Gold Anniversary                                  | Various Artists                        | Producător                            |
| 1998 | Enchanted: The Words of Stevie Nicks                                             | Stevie Nicks                           | Producător                            |
| 1998 | First Generation: Virgin 25 Years                                                | Various Artists                        | Producător                            |
| 1998 | My Hometown                                                                      | Bruce Springsteen                      | Engineer, Producer                    |
| 1998 | Sultans of Swing: The Very Best of Dire Straits                                  | Dire Straits                           | Producător                            |
| 1998 | The Nu Nation Project                                                            | Kirk Franklin                          | Executive Producer                    |
| 1998 | The Very Best of Meat Loaf                                                       | Meat Loaf                              | Engineer, ReMixaj                     |
| 1998 | Tracks                                                                           | Bruce Springsteen                      | Engineer, Mixaj                       |
| 1997 | '80s Hits Back, Volume 3                                                         | Various Artists                        | Producător                            |
| 1997 | Diana, Princess of Wales: Tribute                                                | Various Artists                        | Producător                            |
| 1997 | Fit to Be Tied: Greatest Hits by Joan Jett & the Blackhearts                     | Joan Jett & the Blackhearts            | Producător                            |
| 1997 | Home Alone Christmas                                                             | Various Artists                        | Producător                            |
| 1997 | One Step Up/ Two Steps Back: The Songs of Bruce Springsteen                      | Bruce Springsteen                      | Engineer                              |
| 1997 | Sounds of the Season                                                             | Various Artists                        | Engineer, Producer                    |
| 1997 | The Very Best of Mother's Finest: Not Yer Mother's Funk                          | Mother's Finest                        | Producător                            |
| 1996 | Greatest Rock Hits of the '80s                                                   | Various Artists                        | Producător                            |
| 1996 | It Takes Two (Columbia)                                                          | Various Artists                        | Producător                            |
| 1996 | Mellow Classics                                                                  | Various Artists                        | Producător                            |
| 1996 | No Holding Back                                                                  | Graham Parker                          | Producător                            |
| 1996 | The Patti Smith Masters: The Collective Works                                    | Patti Smith                            | Mixaj, Producer                       |
| 1996 | This Is the '80s                                                                 | Various Artists                        | Producător                            |
| 1996 | XXI                                                                              | Dwight Twilley                         | Mixaj                                 |
| 1995 | Airport: The Motors' Greatest Hits                                               | The Motors                             | Producător                            |
| 1995 | Best Rock Ballads in the World...Ever                                            | Various Artists                        | Producător                            |
| 1995 | Christmas of Hope                                                                | Various Artists                        | Engineer, Producer                    |
| 1995 | Geffen Vintage '80s, Volume 1                                                    | Various Artists                        | Producător                            |
| 1995 | Greatest Hits                                                                    | Bruce Springsteen                      | Audio Production, Engineer, Mixaj     |
| 1995 | Exhale (Shoop Shoop)                                                             | Whitney Houston                        | Producător                            |
| 1995 | Playback                                                                         | Tom Petty                              | Producător                            |
| 1995 | The Best Rock Album in the World...Ever!                                         | Various Artists                        | Producător                            |
| 1995 | Singles (US/UK)                                                                  | Alison Moyet                           | Producător                            |
| 1994 | Angel of Harlem                                                                  | U2                                     | Producător                            |
| 1994 | Flashback                                                                        | Joan Jett & The Blackhearts            | Producător                            |
| 1994 | Greatest Hits                                                                    | Bob Seger & the Silver Bullet Band     | Producător                            |
| 1994 | Keep the Fire Burnin'                                                            | Dan Hartman                            | Producător                            |
| 1994 | Reality Bites (Original Soundtrack)                                              | Various Artists                        | Producător                            |
| 1994 | Sedated in the Eighties                                                          | Various Artists                        | Producător                            |
| 1994 | The Air Up There (Music From and Inspired By The Motion Picture)                 | Various Artists                        | Executive Producer                    |
| 1994 | The Lead and How to Swing It                                                     | Tom Jones                              | Executive Producer                    |
| 1993 | Dead Ringer/Bat Out of Hell                                                      | Meat Loaf                              | Audio Production                      |
| 1993 | Greatest Hits: Tom Petty                                                         | Tom Petty                              | Producător                            |
| 1993 | Passion Is No Ordinary Word: The Graham Parker Anthology 1976–1991               | Graham Parker                          | Producător                            |
| 1993 | Now: 1986 (1993)                                                                 | Various Artists                        | Producător                            |
| 1993 | Robin Zander                                                                     | Robin Zander                           | Producător                            |
| 1992 | Classic Rock Box: WNEW-FM 25th Anniversary Box                                   | Various Artists                        | Producător                            |
| 1992 | A Very Special Christmas, Volume 2                                               | Various Artists                        | Executive Producer, Producer          |
| 1992 | Glittering Prize 1981–1992                                                       | Simple Minds                           | Producător                            |
| 1992 | I Will Always Love You                                                           | Whitney Houston                        | Producător                            |
| 1992 | King of the Blues(Box)                                                           | B. B. King                             | Producător                            |
| 1992 | Matters of the Heart                                                             | Tracy Chapman                          | Producător                            |
| 1992 | Rock the First, Volume 5                                                         | Various Artists                        | Producător                            |
| 1991 | Classic Rock: 1966–1988                                                          | Various Artists                        | Producător                            |
| 1991 | Greatest Hits                                                                    | Eurythmics                             | Producător                            |
| 1991 | Timespace: The Best of Stevie Nicks                                              | Stevie Nicks                           | Producător                            |
| 1990 | Dream A Little Dream                                                             | Various Artists                        | Producător                            |
| 1989 | A Very Special Christmas                                                         | Various Artists                        | Executive Producer, Producer          |
| 1989 | Angel                                                                            | Eurythmics                             | Producător                            |
| 1989 | Don't Ask Me Why                                                                 | Eurythmics                             | Producător                            |
| 1989 | Roadhouse (Original Soundtrack)                                                  | Various Artists                        | Executive Producer, Producer          |
| 1989 | Soundtrack Smashes: The '80s                                                     | Various Artists                        | Producător                            |
| 1989 | Storyteller: The Complete Anthology 1964–1990                                    | Rod Stewart                            | Producător                            |
| 1989 | Suspicion                                                                        | Gene Loves Jezebel                     | Producător                            |
| 1989 | The Continuing Story of Radar Love                                               | Golden Earring                         | Producător                            |
| 1989 | The King and Queen of America                                                    | The Eurythmics                         | Producător                            |
| 1989 | These Here Are Crazy Times                                                       | Boom Crash Opera                       | Producător                            |
| 1989 | We Too Are One                                                                   | Eurythmics                             | Audio Production, Producer            |
| 1988 | Desire                                                                           | U2                                     | Producător                            |
| 1988 | Dream of Life                                                                    | Patti Smith                            | Producător                            |
| 1988 | Easy Pieces                                                                      | Easy Pieces                            | Example                               |
| 1988 | Folkways: A Vision Shared - A Tribute To Woody Guthrie and Leadbelly             | Various Artists                        | Producător                            |
| 1988 | Money for Nothing                                                                | Dire Straits                           | Producător                            |
| 1988 | Rattle and Hum                                                                   | U2                                     | Producător                            |
| 1988 | Scrogged (Original Soundtrack)                                                   | Various Artists                        | Music Supervisor                      |
| 1988 | See the Light                                                                    | The Jeff Healey Band                   | Producător                            |
| 1987 | Bedrock Vice                                                                     | Thrashing Doves                        | Producător                            |
| 1987 | The Breakfast Club                                                               | Breakfast Club                         | Producător                            |
| 1987 | Light Of Day (Original Soundtrack)                                               | Various Artists                        | Producător                            |
| 1987 | Maria Vidal                                                                      | Maria Vidal                            | Executive Producer, Producer          |
| 1987 | Raindancing                                                                      | Alison Moyet                           | Producător                            |
| 1987 | The Motion of Love                                                               | Gene Loves Jezebel                     | Producător                            |
| 1987 | The Singles                                                                      | Pretenders                             | Producător                            |
| 1987 | Tunnel of Love                                                                   | Bruce Springsteen                      | Engineer, Producer                    |
| 1986 | Get Close                                                                        | Pretenders                             | Producător                            |
| 1986 | Live 1975–1985                                                                   | Bruce Springsteen                      | Engineer                              |
| 1986 | Menlove Ave.                                                                     | John Lennon                            | Assistant Engineer                    |
| 1986 | Rock For Amnesty                                                                 | Various Artists                        | Producător                            |
| 1986 | Shelter                                                                          | Lone Justice                           | Producător                            |
| 1986 | The Lover Speaks                                                                 | The Lover Speaks                       | Producător                            |
| 1985 | Confrontation                                                                    | Face to Face                           | Producător                            |
| 1985 | Lone Justice                                                                     | Lone Justice                           | Producător                            |
| 1985 | Make It Better (Forget About Me)                                                 | Tom Petty                              | Producător                            |
| 1985 | Once Upon a Time                                                                 | Simple Minds                           | Producător                            |
| 1985 | Rock a Little                                                                    | Stevie Nicks                           | Producător                            |
| 1985 | Rocky IV (Original Soundtrack)                                                   | Various Artists                        | Producător                            |
| 1985 | Southern Accents                                                                 | Tom Petty                              | Producător                            |
| 1985 | Weird Science (Original Soundtrack)                                              | Various Artists                        | Producător                            |
| 1984 | Against All Odds (Original Soundtrack)                                           | Various Artists                        | Producător                            |
| 1984 | Cat Dancer                                                                       | Sandy Stewart                          | Executive Producer, Producer          |
| 1984 | Face to Face                                                                     | Face to Face                           | Producător                            |
| 1984 | Glorious Results of a Misspent Youth                                             | Joan Jett & The Blackhearts            | Producător                            |
| 1984 | I Can Dream About You                                                            | Dan Hartman                            | Producător                            |
| 1984 | Sixteen Candles (Original Soundtrack)                                            | Various Artists                        | Producător                            |
| 1984 | Streets of Fire (Original Soundtrack)                                            | Various Artists                        | Producător                            |
| 1983 | Body Wishes                                                                      | Rod Stewart                            | Producător                            |
| 1983 | Change of Heart                                                                  | Tom Petty                              | Producător                            |
| 1983 | Stand Back                                                                       | Stevie Nicks                           | Producător                            |
| 1983 | Reelin' in the Years, Volume 1                                                   | Various Artists                        | Mixaj, Producer                       |
| 1983 | The Crossing                                                                     | Big Country                            | Mixaj                                 |
| 1983 | The Wild Heart                                                                   | Stevie Nicks                           | Producător                            |
| 1983 | Under A Blood Red Sky                                                            | U2                                     | Producător                            |
| 1982 | Long After Dark                                                                  | Tom Petty                              | Producător                            |
| 1982 | Officer and a Gentleman(Original Soundtrack)                                     | Various Artists                        | Producător                            |
| 1982 | The Distance                                                                     | Bob Seger & the Silver Bullet Band     | Producător                            |
| 1981 | A Woman in Love (It's Not Me)                                                    | Tom Petty                              | Producător                            |
| 1981 | Bad For Good                                                                     | Jim Steinman                           | Producător                            |
| 1981 | Bella Donna                                                                      | Stevie Nicks                           | Producător                            |
| 1981 | Dead Ringer                                                                      | Meat Loaf                              | Producător                            |
| 1981 | Golden Down                                                                      | Willie Nile                            | Producător                            |
| 1981 | Hard Promises                                                                    | Tom Petty                              | Producător                            |
| 1980 | Making Movies                                                                    | Dire Straits                           | Producător                            |
| 1980 | Rockin' at Ground Zero                                                           | The Gears                              | Executive Producer                    |
| 1980 | Tenement Steps                                                                   | The Motors                             | Producător                            |
| 1980 | The River                                                                        | Bruce Springsteen                      | Engineer                              |
| 1980 | The Up Escalator                                                                 | Graham Parker                          | Audio Production, Producer            |
| 1980 | This Day and Age                                                                 | D.L. Byron                             | Producător                            |
| 1979 | Damn The Torpedoes                                                               | Tom Petty                              | Producător                            |
| 1979 | Don't Do Me Like That                                                            | Tom Petty                              | Producător                            |
| 1979 | Live                                                                             | Mother's Finest                        | Producător                            |
| 1979 | No Frills                                                                        | Mark Farner                            | Audio Production, Producer            |
| 1979 | Perfect Stranger                                                                 | Robert Fleischman                      | Producător                            |
| 1979 | Refugee                                                                          | Tom Petty                              | Producător                            |
| 1978 | Darkness on the Edge of Town                                                     | Bruce Springsteen                      | Engineer, Mixaj                       |
| 1978 | Easter                                                                           | Patti Smith Group                      | Producător, Mixaj                     |
| 1978 | Grab It For A Second                                                             | Golden Earring                         | Producător                            |
| 1978 | Paley Brothers                                                                   | Paley Brothers                         | Producător                            |
| 1978 | The Flame                                                                        | The Flame                              | Producător                            |
| 1977 | Bat Out of Hell                                                                  | Meat Loaf                              | Engineer, Producer, Recorder, ReMixaj |
| 1976 | I Don't Want to Go Home                                                          | Southside Johnny & the Asbury Jukes    | Engineer                              |
| 1975 | Bobby Short Celebrates Rodgers & Hart                                            | Bobby Short                            | Engineer                              |
| 1975 | Born to Run                                                                      | Bruce Springsteen                      | Audio Engineer, Engineer, Mixaj       |
| 1975 | Jasmine Nightdreams                                                              | Edgar Winter Group                     | Mixaj Assistant                       |
| 1975 | Jasmine Nightdreams                                                              | Edgar Winter Group with Rick Derringer | Mixaj Assistant                       |
| 1974 | Hard Labor                                                                       | Three Dog Night                        | Mixaj Assistant                       |
| 1974 | Pussy Cats                                                                       | Harry Nilsson                          | Assistant Engineer                    |
| 1974 | Shock Treatment                                                                  | The Edgar Winter Group                 | Assistant Engineer                    |
| 1974 | Saints & Sinners                                                                 | Johnny Winter                          | Engineer                              |
| 1974 | Walls and Bridges                                                                | John Lennon                            | Overdub Engineer                      |
| 1973 | Western Head Music Co.                                                           | Augie Meyers                           | Bass                                  |

## Filmografie
| \| Data \| Titlu \| Credit \| Format \| \| ---- \| -------------------------------------------------------------------- \| ---------------------------- \| ----------------------- \| \| 2013 \| Nina \| Producător executiv \| Film \| \| 2011 \| Lady Gaga Presents: The Monster's Ball Tour at Madison Square Garden \| Producător executiv \| TV Documentary \| \| 2011 \| American Idol \| Mentor (Season 10 – Present) \| TV Series \| \| 2009 \| Archie's Final Project \| Producător executiv \| Film \| \| 2008 \| More Than a Game \| Producător executiv \| Film \| \| 2008 \| Ringo Starr: Off the Record \| Producător executiv \| TV Documentary \| \| 2006 \| Off the Record: Bono and The Edge \| Producător executiv \| TV Documentary \| \| 2008 \| Pussy Cat Dolls Present: Girlicious \| Producător executiv \| TV Series (6 Episodes) \| \| 2007 \| Cane \| Producător executiv \| TV Series (12 Episodes) \| \| 2006 \| Rock Legends: Platinum Weird \| Producător executiv \| TV Movie \| \| 2005 \| Get Rich or Die Tryin' \| Producător executiv \| Film \| \| 2003 \| Interscope Records Presents The Next Episode \| Producător executiv \| TV Series \| \| 2003 \| Super Bowl XXXVII Halftime Show \| Producător executiv \| TV Special \| \| 2002 \| 8 Mile \| Producător executiv \| Film \| \| 2001 \| Farmclub.com \| Producător executiv \| TV Series \| |                                                                      |                              |                         |
| Data | Titlu                                                                | Credit                       | Format                  |
| 2013 | Nina                                                                 | Producător executiv          | Film                    |
| 2011 | Lady Gaga Presents: The Monster's Ball Tour at Madison Square Garden | Producător executiv          | TV Documentary          |
| 2011 | American Idol                                                        | Mentor (Season 10 – Present) | TV Series               |
| 2009 | Archie's Final Project                                               | Producător executiv          | Film                    |
| 2008 | More Than a Game                                                     | Producător executiv          | Film                    |
| 2008 | Ringo Starr: Off the Record                                          | Producător executiv          | TV Documentary          |
| 2006 | Off the Record: Bono and The Edge                                    | Producător executiv          | TV Documentary          |
| 2008 | Pussy Cat Dolls Present: Girlicious                                  | Producător executiv          | TV Series (6 Episodes)  |
| 2007 | Cane                                                                 | Producător executiv          | TV Series (12 Episodes) |
| 2006 | Rock Legends: Platinum Weird                                         | Producător executiv          | TV Movie                |
| 2005 | Get Rich or Die Tryin'                                               | Producător executiv          | Film                    |
| 2003 | Interscope Records Presents The Next Episode                         | Producător executiv          | TV Series               |
| 2003 | Super Bowl XXXVII Halftime Show                                      | Producător executiv          | TV Special              |
| 2002 | 8 Mile                                                               | Producător executiv          | Film                    |
| 2001 | Farmclub.com                                                         | Producător executiv          | TV Series               |